# Елафина (дем Бер)
Вижте пояснителната страница за други значения на Елафина.
Елафина, още Спурлита или Спорлита (на гръцки: Ελαφίνα, до 1926 година Σπουρλίτα, Спурлита), е село в Република Гърция, област Централна Македония, дем Бер.

## География
Селото е разположено на 860 m надморска височина, в северните склонове на планината Голен (Колона), на 12 km южно от Вергина.

## История

### В Османската империя
В края на XIX век селото е в Берска каза на Османската империя. Александър Синве („Les Grecs de l’Empire Ottoman. Etude Statistique et Ethnographique“) в 1878 година пише, че в Спорлита (Sporlita), Берска епархия, живеят 280 гърци. Според статистиката на Васил Кънчов („Македония. Етнография и статистика“) в 1900 година в Спорлита (Сполта) живеят 150 гърци християни. По данни на секретаря на Българската екзархия Димитър Мишев („La Macédoine et sa Population Chrétienne“) в 1905 година в Спорлита (Сполта) (Sporlita Spolta) има 145 гърци.
В 1910 година в Спурлита (Σπουρλίτα) има 270 жители патриаршисти.
Спирос Лукатос посочва „език на жителите гръцки“.
При преброяването в 1912 година селото е отбелязано с език гръцки и религия християнска.

### В Гърция
През Балканската война в 1912 година в селото влизат гръцки части и след Междусъюзническата в 1913 година Спурлита остава в Гърция. При преброяването от 1913 година в селото има 165 мъже и 315 жени. В 1926 година името на селото е сменено на Елафина.
Селото пострадва силно по време на Втората световна война. След войната населението му постепенно се изселва, тъй като землището е собственост на наследниците на първенеца Халил. Селяните се заселват предимно в Каливия Елафинас, Катеринско, където имат собствена земя.
| Година    | 1913 | 1920 | 1928 | 1940 | 1951 | 1961 | 1971 | 1981 | 1991 | 2001 | 2011 | 2021 |
| --------- | ---- | ---- | ---- | ---- | ---- | ---- | ---- | ---- | ---- | ---- | ---- | ---- |
| Население | 350  | 309  | 434  |      | 129  | 181  | 7    | 5    | 42   | 54   | 8    | 7    |

## Личности
Родени в Елафина
- Атанасиос Адамопулос (Αθανάσιος Αδαμόπουλος), гръцки андартски деец, агент от трети ред, заедно с Цингарис и Мелиопулос предлага услигите си на андартите от Ениджевардарското езеро по преноса на храни и оръжие[9]
- Атанасиос Мелиос (Αθανάσιος Μέλλιος), гръцки андартски деец, агент от втори ред[9]
- Атанасиос Цогарис (Αθανάσιος Τζογκαρής), гръцки андартски деец, агент от трети ред[9]
- Леонидас Аргиропулос (Λεωνίδας Αργυρόπουλος), гръцки андартски деец, четник при Михаил Мораитис, арестуван е през лятото на 1905 година и е осъден на 5 години изпитателен срок[9]
- Николаос Стрембинос (Νικόλαος Στρεμπίνος), гръцки андартски деец
- Христос Стримбинос (Χρήστος Στριμπίνος), гръцки андартски деец, четник[9]